# El velo pintado (novela)
El velo pintado es una novela de 1925 del autor británico W. Somerset Maugham. El título es una referencia al soneto de 1824 de Percy Bysshe Shelley, que comienza "No levantes el velo pintado que aquellos que viven / Llaman vida".
La novela se publicó por primera vez en forma serializada en cinco números de Cosmopolitan (noviembre de 1924 - marzo de 1925). A partir de mayo de 1925, se publicó por entregas en el Reino Unido en ocho partes en el Nash's Magazine.
El biógrafo Richard Cordell señala que el libro fue influenciado por el estudio de las ciencias de Maugham y su trabajo como médico novicio en el Hospital St Thomas. En el prefacio Maugham narra cómo los personajes principales se llamaban originalmente Lane, pero que posteriormente se cambió a "Fane", tras el éxito de un caso por difamación contra los editores por parte de una pareja de Hong Kong con el nombre de Lane. La pareja recibió £ 250. Para evitar problemas similares después de que AGM Fletcher, el entonces Secretario Colonial Adjunto en Hong Kong, también amenazara con emprender acciones legales, el nombre de la colonia se cambió a Tching-Yen. Las ediciones posteriores volvieron a Hong Kong, pero el nombre Fane se mantuvo para todas las ediciones.

## Trama
Maugham usa un punto de vista limitado en tercera persona en esta historia, donde Kitty Garstin es el personaje central.
Kitty, una hermosa debutante de la clase media alta, desperdicia su primera juventud divirtiéndose mientras su madre dominante intenta arreglarle una "pareja brillante". A los 25 años, Kitty ha coqueteado y rechazado propuestas de matrimonio de docenas de posibles maridos. Su madre, convencida de que su hija mayor "perdió su [valor de] mercado", insta a Kitty a que se conforme con el bastante "extraño" Walter Fane, un bacteriólogo y médico, que declara su amor por Kitty. Presa del pánico de que su hermana Doris, mucho más joven y menos atractiva, la eclipsará casándose primero, Kitty accede a la ardiente propuesta de matrimonio de Walter con las palabras: "Supongo que sí". Poco antes de la boda mucho más grandiosa de Doris, Kitty y Walter parten recién casados a su puesto en Hong Kong .
Apenas unas semanas después de establecerse en el lejano oriente, Kitty conoce a Charlie Townsend, el subsecretario colonial. Él es alto, guapo, cortés y encantador, y comienzan una aventura. Casi dos años después, Walter, desprevenido y aún fiel a su esposa, observa a Kitty y Charlie durante una cita, y los amantes, sospechando que han sido descubiertos, se aseguran a sí mismos que Walter no intervendrá en el asunto. Charlie le promete a Kitty que, pase lo que pase, la apoyará. Consciente de que el cornudo Walter es su inferior administrativo, Charlie confía en que el bacteriólogo evitará el escándalo para proteger su carrera y su reputación. Por su parte, Kitty, que nunca ha sentido verdadero afecto por su marido, comprende que, en realidad, él es plenamente consciente de su infidelidad (aunque en un principio se abstiene de enfrentarse a ella) y empieza a despreciar su aparente cobardía. Ella percibe, sin embargo, un cambio ominoso en su comportamiento, enmascarado por su comportamiento escrupuloso y puntilloso.
Walter finalmente confronta a Kitty con la situación: no solo sabe de su amorío, sino que conoce su frivolidad, banalidad e ignorancia, a pesar de lo cual la ama. Dando cuenta de un humor sardónico le da a elegir: o lo acompaña a un pueblo del continente asolado por un brote de cólera, o se somete a un divorcio público socialmente humillante. Luego acepta, sin embargo, que sea Kitty la que presente la demanda de divorcio, pero solo en el caso de que Townsend acepte divorciarse de su mujer y casarse con ella.  Kitty va a ver a Townsend, quien se niega a dejar a su esposa. Kitty se percata de que él no desea sacrificarse por la relación, lo cual la lleva a comprender su verdadera naturaleza. Cuando regresa a casa, se sorprende al descubrir que Walter ya ha empacado su ropa, sabiendo que Townsend la decepcionaría. Con el corazón roto y desilusionada, Kitty decide que no tiene más opción que acompañar a Walter a la China continental infestada por el cólera. Si bien tiene miedo, desafía de forma irónica a Walter, comunicándole que llevará un par de prendas veraniegas y una mortaja. 
Amargada al principio, Kitty se embarca en un viaje de autoevaluación. Conoce a Waddington, un subcomisionado británico, quien le brinda información sobre el carácter impropio de Charles. Además, le presenta a las monjas francesas que, con gran riesgo personal, cuidan a los niños enfermos y huérfanos de la epidemia de cólera. Walter se ha sumergido en las dificultades de gestionar la crisis del cólera. Su carácter es muy apreciado por las monjas y los funcionarios locales debido a su abnegación y ternura hacia la población que sufre. Kitty, sin embargo, sigue siendo incapaz de sentir atracción por él como hombre y esposo. Kitty se encuentra con la madre superiora, una persona de gran fuerza personal, amada y respetada; la cual le posibilita ayudar en el cuidado de los niños mayores en el convento, pero no le permite involucrarse con los enfermos y moribundos. El respeto de Kitty por ella se profundiza y crece.
Kitty descubre que está embarazada y sospecha que Charles Townsend es el padre. Cuando Walter la pregunta sobre la paternidad, ella responde sinceramente a su pregunta diciendo: "No lo sé", ya que no se atreve a engañarlo de nuevo. Kitty ha experimentado una profunda transformación personal. Poco después, Walter cae enfermo de cólera, posiblemente por experimentar consigo mismo para encontrar una cura para la enfermedad, y Kitty, en su lecho de muerte, escucha -sin entender- sus últimas palabras.
Regresa a Hong Kong, donde se encuentra con Dorothy Townsend, la esposa de Charles, quien la convence de que se quede con ellos, ya que ella es  ahora considerada erróneamente como una heroína que siguió voluntaria y fielmente a su esposo a un gran peligro. En la casa de Townsend, en contra de sus intenciones, Charlie la seduce y hace el amor con él una vez más a pesar de admitir que él es vanidoso y superficial, como lo fue ella alguna vez. Ella está disgustada consigo misma y le dice lo que piensa de él.
Kitty regresa a Gran Bretaña y descubre en el camino que su madre ha muerto. Su padre, un abogado bastante exitoso, es nombrado Presidente del Tribunal Supremo de una colonia británica menor en el Caribe (Bahamas) y ella lo convence para que le permita acompañarlo allí. Decide dedicar su vida a su padre y asegurarse de que su hijo se críe evitando los errores que había cometido.

## Adaptaciones
La novela ha sido adaptada al teatro y al cine varias veces:

### Teatro
- The Painted Veil (19 de septiembre de 1931 - 9 de abril de 1932) en The Playhouse, Londres[10]

### Cine
- El velo pintado (1934)[11]
- El séptimo pecado (1957)[12]
- El velo pintado (2006)[13]